# Prolasius mjoebergella
Prolasius mjoebergella é uma espécie de formiga do gênero Prolasius, pertencente à subfamília Formicinae.